# Tsenak
Der Tsenak, Tschenack, war ein Volumen-, Gewichts- und Getreidemaß in Bulgarien und gilt als türkisches Maß. In Sofia rechnete man Weizen und Mais unterschiedlich. Hafer wurde nach der Banitza gewogen.

## Gewicht
- Weizen 1 Tsenak = 14 bis 18 Oken
- Mais 1 Tsenak = 15 Oken (≈1,28 Kilogramm) = 1/6 Kiló
- Weizen und Mais 1 Tsenak = 38,5 Pfund (Preußen 1 P = 30 Lot) = 19250,385 Gramm[1]

## Volumen
- Weizen und Mais 1 Tsenak = 22,564 Liter[1]